# Белакум
Белакум — правитель (энси) Эшнунны, правил во второй половине XX века до н. э.

## Список датировочных формул Белакума
|   | |
| a | Год, когда Белакум, энси Эшнунны захватил трон OIP 43 100 mu be-la-kum ensi2 asz2-nun-naki giszgu-za ba-dab5                                                                  |
| b | Год, когда Белакум, энси Эшнунны сделал рога на две великолепные ладьи Тишпака OIP 43 101 mu be-la-kum ensi2 asz2-nun-naki ma2-gur8 mah si-ni masz-tab-ba dtiszpak-ka ba-dim2 |
| c | Год, когда Белакум сделал [статую для] Инанны в Кититум OIP 43 103 mu be-la-kum dinanna ki-ti-[tim] ba-dim2                                                                   |
| d | Год после года, когда Белакум сделал [статую для] Инанны в Кититум OIP 43 104 mu us2-sa be-la-kum dinanna ki-ti-[tim] ba-dim2                                                 |
| e | Год, когда Белакум [сделал] медную статую для храма Тишпака OIP 43 104 mu be-la-kum urudualan e2-dtiszpak-ka                                                                  |
| f | Год, когда Белакум принёс … в храм Кититум OIP 43 106 szanat be-la-kum … a-na e2-dki-ti-tum u2-sze-ri-bu                                                                      |
| g | Год, когда Белакум … для Тишпака OIP 43 105 mu be-la-kum … la an-na … dtiszpak-ka                                                                                             |

| Династия Эшнунны       |                                                 |                   |
| Предшественник: Шаррия | правитель Эшнунны 2-я половина XX века до н. э. | Преемник: Варасса |